# Харба
Харба (калм. Харба) — посёлок в Юстинском районе Калмыкии, административный центр и единственный населённый пункт Харбинского сельского муниципального образования.
Население — 495 (2021).

## История
Основан в 1925 году с образования небольшого хотона, вошедшего в состав Юстинского сельского совета Приволжского района. В 1930—1931 годах в Харбе было организовано ТОЗ Ворошилова. В 1936 году — колхоз имени В. Куйбышева.
28 декабря 1943 года калмыцкое население было депортировано, посёлок, как и другие населённые пункты Юстинского улуса Калмыцкой АССР, был передан Астраханской области. Колхоз Куйбышева был преобразован в совхоз "Енотаевский", состоявший из 3 ферм. Посёлок был переименован в Первомайский. По состоянию на 1956 год посёлок относился к Енотаевскому району Астраханской области.
Калмыцкое население стало возвращаться после отмены ограничений по передвижению в 1956 году. Посёлок возвращён вновь образованной Калмыцкой автономной области в 1957 году. Совхоз "Енотаевский" был переименован в совхоз имени XXI съезда КПСС.
Глубокий финансово-экономический кризис 1990-х привёл к снижению объёмов сельскохозяйственного производства и резкому сокращению численности населения посёлка.

## Физико-географическая характеристика
Посёлок расположен в пределах Чёрных земель (часть Прикаспийской низменности). на высоте 3 метров ниже уровня моря. Рельеф местности равнинный. Со всех сторон посёлок окружён пастбищными угодьями, в окрестностях имеются песчаные бугры. Согласно данным природного районирования Харба относится к Астраханскому ландшафту, который представляет собой позднехвалынскую аккумулятивную дельтово-морскую равнину. Почвы - бурые солонцеватые и солончаковые. Почвообразующие породы - пески.
По автомобильной дороге расстояние до столицы Калмыкии города Элиста составляет 270 км, до районного центра посёлка Цаган Аман - 91 км, до ближайшего города Нариманов Астраханской области — 200 км. Ближайший населённый пункт — посёлок Юста, расположенный в 27 м к северо-западу от Харбы. Через посёлок проходит автодорога, связывающая посёлки Юста и Бергин.
Климат
Тип климата - семиаридный (BSk - согласно классификации климатов Кёппена). Среднегодовая температура воздуха положительная и составляет + 9,4 °C, самого холодного месяца января - 6,3 °C, самого жаркого июля + 25,1 °C. Расчётная многолетняя норма осадков - 250 мм. Самый засушливый месяц - февраль (норма осадков - 14 мм). Самый влажный - июнь (28 мм)
Часовой пояс
Харба, как и вся Республика Калмыкия, находится в часовой зоне МСК (московское время). Смещение применяемого времени относительно UTC составляет +3:00.

## Население
| 2002 | 2010 | 2011 | 2012 | 2013 | 2014 | 2015 |
| ---- | ---- | ---- | ---- | ---- | ---- | ---- |
| 575  | ↘538 | ↗539 | ↘521 | ↘513 | ↘497 | →497 |
| 2016 | 2017 | 2018 | 2019 | 2020 | 2021 |      |
| ↘487 | ↘484 | ↗494 | ↗504 | ↘496 | ↘495 |      |

По состоянию на 1 января 2012 года в трудоспособном возрасте — 68,5 % населения, пенсионном — 14 %, младше трудоспособного — 13,5 %. В национальном составе преобладали калмыки (87,5 %), а также казахи (11,6 %).
Национальный состав
Согласно результатам переписи 2002 года большинство населения посёлка составляли калмыки (80 %)
| Национальность | Численность (2010) | Процент |
| -------------- | ------------------ | ------- |
| Калмыки        | 431                | 80,3%   |
| Казахи         | 84                 | 15,6%   |
| Русские        | 13                 | 2,4%    |
| Немцы          | 6                  | 1,1%    |
| Даргинцы       | 3                  | 0,6%    |
| Всего          | 537                | 100%    |

## Достопримечательности
- Ступа лотоса[24].